# Walnut Ridge
Walnut Ridge es una ciudad ubicada en el condado de Lawrence en el estado estadounidense de Arkansas. En el Censo de 2010 tenía una población de 4890 habitantes y una densidad poblacional de 117,91 personas por km².

## Geografía
Walnut Ridge se encuentra ubicada en las coordenadas 36°5′3″N 90°56′48″O / 36.08417, -90.94667. Según la Oficina del Censo de los Estados Unidos, Walnut Ridge tiene una superficie total de 41.47 km², de la cual 41.47 km² corresponden a tierra firme y (0%) 0 km² es agua.

## Demografía
Según el censo de 2010, había 4890 personas residiendo en Walnut Ridge. La densidad de población era de 117,91 hab./km². De los 4890 habitantes, Walnut Ridge estaba compuesto por el 96.63% blancos, el 1.88% eran afroamericanos, el 0.37% eran amerindios, el 0.2% eran asiáticos, el 0.02% eran isleños del Pacífico, el 0.16% eran de otras razas y el 0.74% pertenecían a dos o más razas. Del total de la población el 0.96% eran hispanos o latinos de cualquier raza.